# Lại Viết Quang
Lại Viết Quang (sinh năm 1967) là Kiểm sát viên cao cấp và từng là Điều tra viên cao cấp người Việt Nam. Ông hiện giữ chức vụ Hiệu trưởng Trường Đại học Kiểm sát Hà Nội. Ông từng là Phó Thủ trưởng Thường trực cơ quan điều tra Viện KSND tối cao, Phó Cục trưởng Cục Điều tra Viện kiểm sát nhân dân tối cao Việt Nam và từng là Viện trưởng Viện kiểm sát nhân dân tỉnh Tuyên Quang.

## Tiểu sử
Lại Viết Quang có bằng Tiến sĩ.
Lại Viết Quang là đảng viên Đảng Cộng sản Việt Nam.
Ngày 24 tháng 10 năm 2012, Lại Viết Quang, Phó Cục trưởng Cục Điều tra Viện kiểm sát nhân dân tối cao Việt Nam, được Viện trưởng Viện kiểm sát nhân dân tối cao Việt Nam bổ nhiệm chức danh Điều tra viên cao cấp theo Quyết định số 127/QĐ-VKSNDTC-V9 từ ngày 1 tháng 11 năm 2012.
Chiều ngày 27 tháng 10 năm 2016, Ban Thường vụ Đảng ủy Đảng Cộng sản Việt Nam Viện kiểm sát nhân dân tối cao Việt Nam chuẩn y ông Lại Viết Quang giữ chức vụ Bí thư Đảng ủy Cơ quan điều tra Viện kiểm sát nhân dân tối cao nhiệm kỳ 2015 - 2020.
Ngày 11 tháng 7 năm 2017, Lại Viết Quang, Phó Thủ trưởng Thường trực Cơ quan điều tra Viện kiểm sát nhân dân tối cao, được điều động và bổ nhiệm làm Viện trưởng Viện KSND tỉnh Tuyên Quang kể từ ngày 15 tháng 7 năm 2017.
Sáng ngày 19 tháng 10 năm 2017, Lại Viết Quang, Viện trưởng Viện kiểm sát nhân dân tỉnh Tuyên Quang, được trao quyết định bổ nhiệm chức danh kiểm sát viên cao cấp.
Sáng ngày 10 tháng 9 năm 2018, Lại Viết Quang, Kiểm sát viên cao cấp, Viện trưởng Viện kiểm sát nhân dân tỉnh Tuyên Quang, được điều động, bổ nhiệm giữ chức vụ Hiệu trưởng Trường Đại học Kiểm sát Hà Nội kể từ ngày 15 tháng 9 năm 2018 (theo Quyết định số 18/QĐ-VKSTC ngày 07/9/2018 của Viện trưởng VKSND tối cao Lê Minh Trí).